# Coppa del Mondo juniores di slittino 2008
La Coppa del Mondo juniores di slittino 2007/08, quindicesima edizione della manifestazione organizzata dalla Federazione Internazionale Slittino, è iniziata il 23 novembre 2007 a Winterberg, in Germania, e si è conclusa il 25 gennaio 2008 a Calgary, in Canada. Si sono disputate diciotto gare: sei nel singolo uomini, nel singolo donne e nel doppio in sei differenti località.
L'appuntamento clou della stagione sono stati i campionati mondiali juniores 2008 disputatisi sulla pista olimpica di Lake Placid, negli Stati Uniti, competizione non valida ai fini della Coppa del Mondo.

## Risultati

### Singolo uomini
| Data             | Località             | Nazione     | Primo classificato              | Secondo classificato            | Terzo classificato      |
| ---------------- | -------------------- | ----------- | ------------------------------- | ------------------------------- | ----------------------- |
| 24 novembre 2007 | Winterberg           | Germania    | Sascha Benecken Germania        | Robert Fischer Germania         | Tobias Raßbach Germania |
| 1º dicembre 2007 | Altenberg            | Germania    | Sascha Benecken Germania        | Christopher Mazdzer Stati Uniti | Robert Fischer Germania |
| 8 dicembre 2007  | Innsbruck            | Austria     | Christopher Mazdzer Stati Uniti | Sascha Benecken Germania        | Ralf Palik Germania     |
| 15 dicembre 2007 | Schönau am Königssee | Germania    | Sascha Benecken Germania        | Christopher Mazdzer Stati Uniti | Ralf Palik Germania     |
| 18 gennaio 2008  | Park City            | Stati Uniti | Christopher Mazdzer Stati Uniti | Sascha Benecken Germania        | Achim Obkircher Italia  |
| 25 gennaio 2008  | Calgary              | Canada      | Christopher Mazdzer Stati Uniti | Sascha Benecken Germania        | Ralf Palik Germania     |

### Singolo donne
| Data             | Località             | Nazione     | Prima classificata        | Seconda classificata      | Terza classificata          |
| ---------------- | -------------------- | ----------- | ------------------------- | ------------------------- | --------------------------- |
| 23 novembre 2007 | Winterberg           | Germania    | Stefanie Sieger Germania  | Madeleine Teuber Germania | Lisa Liebert Germania       |
| 1º dicembre 2007 | Altenberg            | Germania    | Madeleine Teuber Germania | Stefanie Sieger Germania  | Lisa Liebert Germania       |
| 7 dicembre 2007  | Innsbruck            | Austria     | Stefanie Sieger Germania  | Carina Schwab Germania    | Madeleine Teuber Germania   |
| 14 dicembre 2007 | Schönau am Königssee | Germania    | Stefanie Sieger Germania  | Carina Schwab Germania    | Lisa Liebert Germania       |
| 17 gennaio 2008  | Park City            | Stati Uniti | Stefanie Sieger Germania  | Carina Schwab Germania    | Anastasia Young Stati Uniti |
| 24 gennaio 2008  | Calgary              | Canada      | Carina Schwab Germania    | Stefanie Sieger Germania  | Tat'jana Ivanova Russia     |

### Doppio
| Data             | Località             | Nazione     | Primi classificati                | Secondi classificati                            | Terzi classificati                     |
| ---------------- | -------------------- | ----------- | --------------------------------- | ----------------------------------------------- | -------------------------------------- |
| 23 novembre 2007 | Winterberg           | Germania    | Toni Eggert Marcel Oster Germania | Christopher Mazdzer Jayson Terdiman Stati Uniti | Reinhard Egger David Schweiger Austria |
| 30 novembre 2007 | Altenberg            | Germania    | Toni Eggert Marcel Oster Germania | Christopher Mazdzer Jayson Terdiman Stati Uniti | Nico Walther Nico Grünneker Germania   |
| 7 dicembre 2007  | Innsbruck            | Austria     | Toni Eggert Marcel Oster Germania | Christopher Mazdzer Jayson Terdiman Stati Uniti | Daniel Rothamel Chris Rohmeiß Germania |
| 14 dicembre 2007 | Schönau am Königssee | Germania    | Toni Eggert Marcel Oster Germania | Christopher Mazdzer Jayson Terdiman Stati Uniti | Nico Walther Nico Grünneker Germania   |
| 17 gennaio 2008  | Park City            | Stati Uniti | Toni Eggert Marcel Oster Germania | Christopher Mazdzer Jayson Terdiman Stati Uniti | Tristan Walker Justin Snith Canada     |
| 24 gennaio 2008  | Calgary              | Canada      | Toni Eggert Marcel Oster Germania | Christopher Mazdzer Jayson Terdiman Stati Uniti | Reinhard Egger David Schweiger Austria |

## Classifiche

### Singolo uomini[1]
| Pos. | Nome                | Nazione     | WIN | ALT | INN | KÖN | PKC | CAL | Totale |
| ---- | ------------------- | ----------- | --- | --- | --- | --- | --- | --- | ------ |
| 1    | Sascha Benecken     | Germania    | 1   | 1   | 2   | 1   | 2   | 2   | 555    |
| 2    | Christopher Mazdzer | Stati Uniti | 4   | 2   | 1   | 2   | 1   | 1   | 530    |
| 3    | Achim Obkircher     | Italia      | 5   | 5   | 8   | 8   | 3   | 7   | 310    |
| 4    | Thor Haug Nørbech   | Norvegia    | 7   | 6   | 6   | 6   | 6   | 5   | 301    |
| 5    | Ralf Palik          | Germania    | 39  | 8   | 3   | 3   | 10  | 3   | 290    |

### Singolo donne[2]
| Pos. | Nome             | Nazione     | WIN | ALT | INN | KÖN | PKC | CAL | Totale |
| ---- | ---------------- | ----------- | --- | --- | --- | --- | --- | --- | ------ |
| 1    | Stefanie Sieger  | Germania    | 1   | 2   | 1   | 1   | 1   | 2   | 570    |
| 2    | Carina Schwab    | Germania    | 4   | 5   | 2   | 2   | 2   | 1   | 470    |
| 3    | Anastasia Young  | Stati Uniti | 7   | 4   | 6   | 6   | 3   | 4   | 336    |
| 4    | Madeleine Teuber | Germania    | 2   | 1   | 3   | 5   | -   | -   | 310    |
| 5    | Tat'jana Ivanova | Russia      | 5   | 7   | 9   | 9   | 4   | 3   | 309    |

### Doppio[3]
| Pos. | Nome                                | Nazione     | WIN | ALT | INN | KÖN | PKC | CAL | Totale |
| ---- | ----------------------------------- | ----------- | --- | --- | --- | --- | --- | --- | ------ |
| 1    | Toni Eggert Marcel Oster            | Germania    | 1   | 1   | 1   | 1   | 1   | 1   | 600    |
| 2    | Christopher Mazdzer Jayson Terdiman | Stati Uniti | 2   | 2   | 2   | 2   | 2   | 2   | 510    |
| 3    | Taras Sen'kiv Roman Zacharkiv       | Ucraina     | 4   | 12  | 4   | 8   | 5   | 4   | 309    |
| 4    | Reinhard Egger David Schweiger      | Austria     | 3   | 7   | 9   | DNF | 8   | 3   | 267    |
| 5    | Daniel Rothamel Chris Rohmeiß       | Germania    | 7   | 5   | 3   | 4   | -   | -   | 231    |